# Werner Rathmayr
Werner Rathmayr (Linz, 26 gennaio 1972) è un ex saltatore con gli sci austriaco, vincitore di una Coppa del Mondo di volo.

## Biografia
In Coppa del Mondo esordì il 4 gennaio 1990 a Innsbruck (69°) e ottenne la prima vittoria, nonché primo podio, il 14 dicembre 1991 a Sapporo. Si aggiudicò la Coppa di volo nel 1992, quando chiuse anche al secondo posto in classifica generale e al terzo in quella del Torneo dei quattro trampolini.
In carriera prese parte a due edizioni dei Mondiali di volo (18° a Harrachov 1992 il miglior piazzamento).

## Palmarès

### Mondiali juniores
- 1 medaglia:
  - 1 oro (gara a squadre a Štrbské Pleso 1990)

### Coppa del Mondo
- Miglior piazzamento in classifica generale: 2º nel 1992
- Vincitore della Coppa del Mondo di volo nel 1992
- 15 podi (12 individuali, 3 a squadre):
  - 9 vittorie (6 individuali, 3 a squadre)
  - 5 secondi posti (individuali)
  - 1 terzo posto (individuale)

#### Coppa del Mondo - vittorie
| Data             | Località   | Nazione  | Trampolino                                                                        |
| ---------------- | ---------- | -------- | --------------------------------------------------------------------------------- |
| 14 dicembre 1991 | Sapporo    | Giappone | Miyanomori K90                                                                    |
| 15 dicembre 1991 | Sapporo    | Giappone | Ōkurayama K115                                                                    |
| 12 gennaio 1992  | Predazzo   | Italia   | Giuseppe Dal Ben K120 (con Andreas Felder, Ernst Vettori e Martin Höllwarth)      |
| 25 gennaio 1992  | Oberstdorf | Germania | Heini Klopfer K182                                                                |
| 26 gennaio 1992  | Oberstdorf | Germania | Heini Klopfer K182                                                                |
| 28 marzo 1992    | Planica    | Slovenia | Bloudkova velikanka K120 (con Andreas Felder, Martin Höllwarth e Heinz Kuttin)    |
| 5 dicembre 1992  | Falun      | Svezia   | Lugnet K115                                                                       |
| 6 dicembre 1992  | Falun      | Svezia   | Lugnet K115                                                                       |
| 24 gennaio 1993  | Predazzo   | Italia   | Giuseppe Dal Ben K120 (con Stefan Horngacher, Ernst Vettori e Andreas Goldberger) |

#### Torneo dei quattro trampolini
- 1 podio di tappa[1]:
  - 1 secondo posto

### Campionati austriaci
- 3 medaglie[2]:
  - 2 ori (70 m, 120 m nel 1993)
  - 1 bronzo (K120 nel 1996)